# Agrellite
L'agrellite est un minéral très rare, de la classe des silicates et germanates, de composition chimique NaCa[F|Si4O10]. Il s'agit d'un inosilicate-sodium-calcium avec fluorure supplémentaire qui cristallise dans le système cristallin triclinique, formant principalement de longs cristaux prismatiques d'environ 10 cm de longueur. Cependant, il peut également se présenter sous forme d'agrégats comprimés. Dans sa forme pure, l'agrellite est incolore et transparente, mais la plupart du temps, elle est opaque ou translucide en raison de défauts de réseau multiples ou de polycristallinité, prenant une couleur gris-blanc à verdâtre due aux impuretés.

## Étymologie et histoire
L'agrellite a été découverte pour la première fois dans des échantillons de minéraux du complexe Kipawa dans la communauté de Témiscamingue au Québec. Elle a été nommée en l'honneur du minéralogiste anglais, le Dr Stuart Olof Agrell (en) (1913-1996). L'IMA l'a reconnu comme espèce minérale indépendante en 1973. Le topotype du minéral est conservé dans les musées suivants : le Musée d'histoire naturelle de Londres (Angleterre), le Musée National d'Histoire Naturelle de Washington, D.C. (États-Unis) et le Musée royal de l'Ontario de Toronto (Canada).

## Classification
C'est seulement dans la 9e édition de la Classification de Strunz publiée en 2001, que l'agrellite est répertoriée, dans la classe des silicates et germanates, et plus spécifiquement dans la section des « inosilicates à chaînes simples de 4 périodes, Si4O12 », seul membre du groupe sans nom 9.DH.75.
Le système de Classification de Dana, principalement utilisé dans le monde anglophone, classe également l'agrellite dans la classe des silicates et germanates, et plus spécifiquement dans le groupe des silicates à chaîne : structures de colonnes ou de tubes. L'agrellite se trouve dans le groupe sans nom 01/70/01 dans la subdivision « silicates à chaîne : structures de colonne ou de tube avec des unités de silicate colonnaires ».

## Propriétés
L'agrellite est un minéral qui présente une fluorescence sous la lumière ultraviolette (UV). Lorsqu'il est exposé à une lumière UV à grandes ondes, il émet une fluorescence rose clair, tandis qu'il émet une fluorescence rose matte sous ultraviolet à ondes courtes.
Sa formule chimique NaCa2Si4O10F

### Structure
L'agrellite cristallise dans le système cristallin triclinique, dans le groupe d'espace P1. Ses paramètres de maille sont a = 7,76 Å, b = 18,95 Å, c = 6.99 Å, α = 89.9°, β = 116.6° et γ = 94.3°, avec quatre unités de formule par cellule élémentaire. Elle forme des tubes dont la structure cristalline est caractérisée par des tubes [Si8O20]8–  et possède un système de canal bidimensionnel. Le minéral est représentatif d'une famille complexe de silicates qui contient des vides structuraux mais ne peut pas être considéré comme microporeux en raison de la faible largeur des canaux. Cependant, ce système de canaux est capable d'accueillir des atomes, des molécules ou des radicaux invités uniques qui peuvent affecter leurs propriétés physiques.

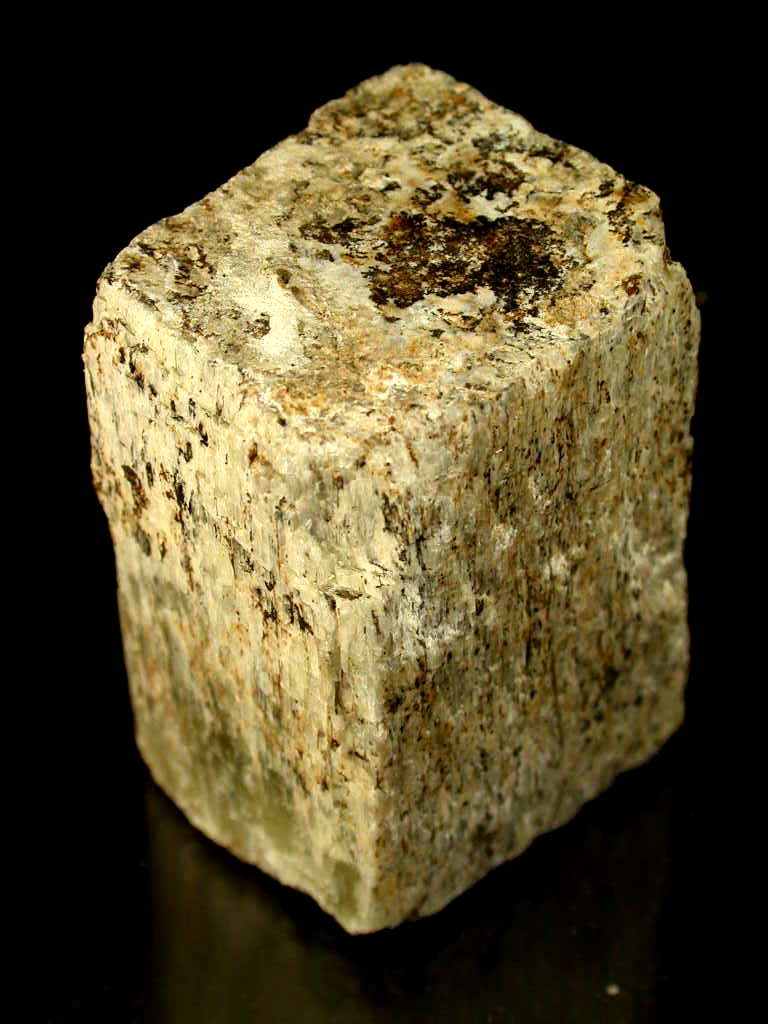
Spécimen du complexe alcalin de Kipawa, Les Lacs-du-Témiscamingue, Abitibi-Témiscamingue, Québec, Canada

## Gîtologie et gisements
L'agrellite a été formée dans une région métamorphisée complexe rocheuse agpaïtique (pegmatitique peralcaline syénite à néphéline) (stade paragénétique 35) à sa localité type dans le complexe de Kipawa.
Le cadre géologique du matériau type est formé par les lentilles et les gousses de pegmatite et dans des gneiss mafiques dans un complexe de roches alcalines agpaïtiques métamorphisées régionalement âgées de plus de 3 milliards d'années (stade paragénétique 4b). Parmi les minéraux associés à l'agrellite dans cette région, on trouve la biotite, la britholite, la calcite, la fluorine, la galène, la gittinsite, la hiortdahlite, la clinohumite, la mésérite, la mosandrite-(Ce), le norbergite, la phlogopite, la vlasovite et le zircon. Dans un pluton alcalin sur le plateau de Wausau dans le comté de Marathon du Wisconsin, l'égirine, l'eudialyte et le quartz sont également présents.
La base données minéralogiques Mindat.org recense, en 2024, 10 gisements dans le monde. En plus du complexe de Kipawa, l'agrellite a été trouvée dans le complexe alcalin de Saima à Fengcheng dans la province du Liaoning, dans le nord-est de la Chine, dans le massif de Murun dans les hautes terres d'Aldan en Sibérie orientale, dans le Chibin sur la péninsule de Kola en Russie, et sur le glacier Darai-Pioz dans les monts Alaï au Tadjikistan.